# St. Martin (Oestrich)

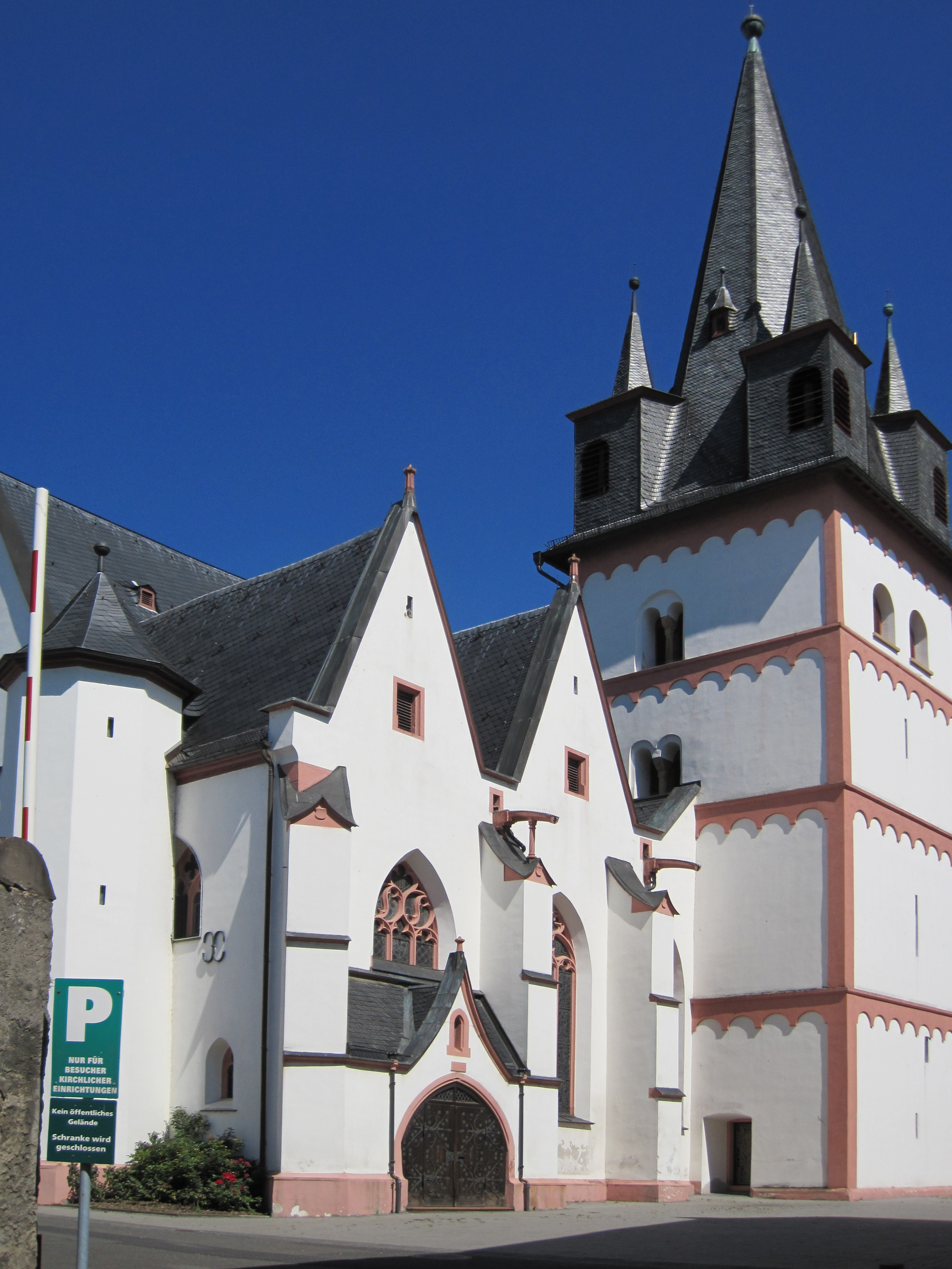
St. Martin in Oestrich

Die katholische, ehemalige Pfarrkirche St. Martin ist eine spätgotische, dreischiffige Hallenkirche in Oestrich im Rheingau. St. Martin ist heute eine Filialkirche der Pfarrei St. Peter und Paul Rheingau, einer Pfarrei neuen Typs. Seit 2015 ist St. Peter und Paul in Eltville auch Pfarrkirche von Oestrich.

## Geschichte
Oestrich war der Sitz des Landdekan des Rheingaus. Eine erste Erwähnung einer Kirche gab es unter Erzbischof Willigis, der diese dem Propst des Mainzer Viktorsstiftes schenkte. Von einem romanischen Vorgängerbau aus der 1. Hälfte des 12. Jahrhunderts blieb der Turm, ähnlich wie bei St. Vincentius in Hattenheim, erhalten und wurde in einen neueren Bau integriert. Die heutige Kirche wurde im Jahre 1508 begonnen. Aus dieser Bauphase ist noch die unveränderte Südhalle vorhanden.
Während des Dreißigjährigen Krieges wurde die Kirche 1633 oder 1635 von den Schweden niedergebrannt. Nach dem Westfälischen Frieden von 1648 wurde die Kirche in schlichter Form ohne die Innengewölbe wieder aufgebaut.
Das jetzige Erscheinungsbild stammt überwiegend von einer Restaurierung im Jahre 1893/94. Das Sterngewölbe wurde eingezogen und die barocke Empore durch eine neugotische ersetzt. Ebenso wurde die Sakristei erweitert und zwei Kapellen angebaut. Somit war die Optik einer spätgotischen Kirche wieder vollständig.
Am 4. Juli 2021 und am 11. Juni 2023 wurden in der Kirche ZDF-Fernsehgottesdienste gefeiert.

## Ausstattung

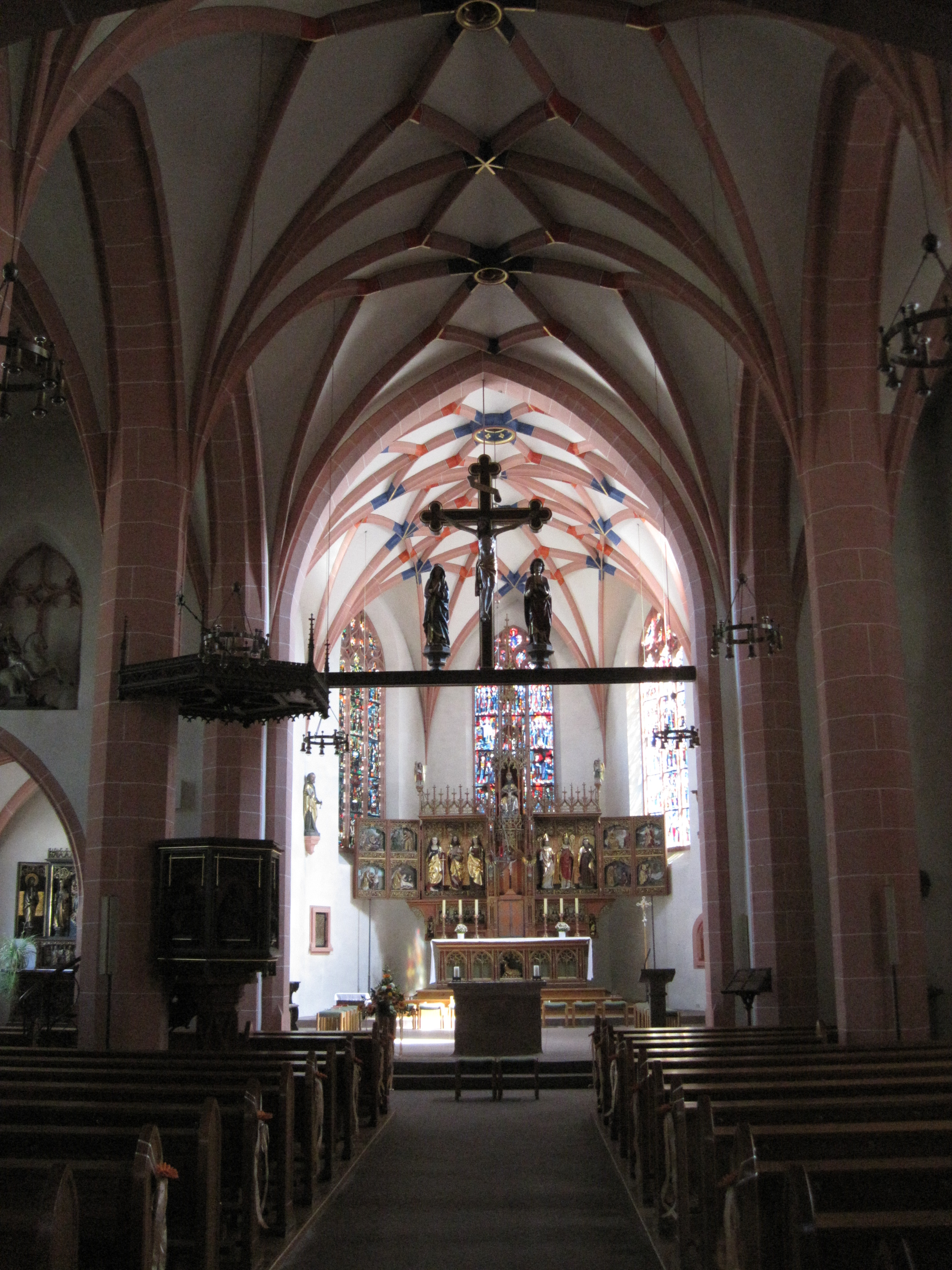
Innenansicht von St. Martin in Oestrich

Der Hauptaltar stammt aus dem 19. Jahrhundert, von den sechs Figuren stammen fünf aus der gotischen Bauphase (Hl. Barbara, Johannes der Täufer, Hl. Katharina, Hl. Gregor, Hl. Bonifatius) die sechste (Hl. Benedikt) wurde neugotisch ergänzt. Eine Darstellung des Heiligen Grabes aus Sandstein entstand etwa 1440. Der um 1500 entstandene Marienaltar wurde im 19. Jahrhundert stark restauriert. Der barocke Annenaltar im rechten Seitenschiff entstammt dem frühen 18. Jahrhundert. Der Beichtstuhl aus dem späten 18. Jahrhundert sowie eine Sonnenmonstranz kamen nach der Säkularisation aus Kloster Eberbach. Die Glasmalereien aus den 1960er- und 1970er-Jahren stammen von Gustel Stein aus Mainz.
Unter den barocken Grabdenkmälern befindet sich die 1992 wiederentdeckte Grabplatte der Äbtissin des Klosters Gottesthal, Maria Dorothea von Blumencron (Äbtissin von 1686 bis 1715).

## Glocken
Die 4 Bronzeglocken, des eindruckstarken, warm und weich klingendes Geläuts, wurden 1964 von der Glockengießerei Otto gegossen.
Geläutedisposition:  cis′+1 – dis′+1 – fis′+1 – gis′+1
| Nr. | Name                 | Masse (kg) | Ø (mm) | Schlagton (16tel) | Abklingdauer (Sec.) | Klangverlauf            | Gussjahr | Glockengießer        | Inschrift |
| 1   | Christus             | ca. 1800   | 1490   | cis1+1            | 111                 | ruhig                   | 1964     | Glockengießerei Otto | + IN TERRA PAX (Frieden auf Erden) - IN FIDE UNITAS (Einheit im Glauben) - IN CORDE CARITAS (Liebe im Herzen). Relief: Triumphierender Christus, Gießerzeichen, 1964.       |
| 2   | Martin               | 1250       | 1339   | dis1+1            | 91                  | leicht schwebend, ruhig | 1964     | Glockengießerei Otto | + SANCTE MARTINE, PATRONE NOSTER, ORA PRO NOBIS. (Heiliger Martin, unser Schutzpatron, bitte für uns) Relief: Mantel teilender St. Martin mit Bettler, Gießerzeichen, 1964. |
| 3   | Maria                | 750        | 1068   | fis1+1            | 85                  | absolut ruhig           | 1964     | Glockengießerei Otto | AVE MARIA - GRATIA PLENA (Gegrüsset seist du Maria - voll der Gnade) Relief: stehende Madonna, die Arme ausbreitend, Gießerzeichen, 1964.                                   |
| 4   | Totenglocke, Michael | 500        | 968    | gis1+1            | 71                  | anfangs wellig, ruhig   | 1964     | Glockengießerei Otto | + MORTUOS VOCO - RESURRECTIONEM (Rufe die Toten zur Auferstehung) Relief: St. Michael, Gießerzeichen, 1964.                                                                 |